# Mané (Burkina Faso)
Mané ist sowohl eine Gemeinde (französisch commune rurale) als auch ein dasselbe Gebiet umfassendes Departement im westafrikanischen Staat Burkina Faso in der Region Centre-Nord und der Provinz Sanmatenga. Die Gemeinde hatte 2019 in 47 Dörfern 72.901 Einwohner, davon knapp zwei Drittel unter 25 Jahre alt.